# Exploration

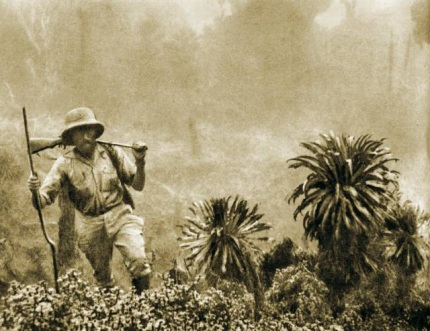
L'explorateur polonais Kazimierz Nowak (1897-1937) dans les monts Rwenzori (Afrique centrale).

« Explorateur » redirige ici.  Pour l'utilisation informatique du terme explorateur, voir Gestionnaire de fichiers.
L'exploration est le fait de chercher avec l'intention de découvrir, d'étudier quelque chose, un lieu pour agrandir son périmètre habituel et parfois aussi d'agrandir son territoire.
Dans l'histoire de l'humanité, la période la plus marquante est sans nul doute le temps des Grandes découvertes, lorsque les explorateurs européens ont entrepris de naviguer et de cartographier le monde pour des raisons scientifiques et commerciales.
L'exploration est une démarche empirique permettant l'acquisition de nouvelles connaissances par une identité individuelle ou collective. L'exploration n'est d'ailleurs pas le fait unique de l'homme, des espèces animales sont susceptibles de développer un certain sens de la curiosité.
L'exploration se distingue de la découverte au sens où la production de connaissance est dépendante du point de vue de l'explorateur. Le terme d'exploration peut aussi être utilisé métaphoriquement , par exemple, une personne peut parler d'explorer Internet.
Toutefois, l'acception la plus répandue est celle du sens géographique, où le terme exploration est lié à la découverte d'une terre, d'une mer ou d'un peuple inconnus. Ainsi Christophe Colomb, Magellan, Livingstone sont des explorateurs.

## Galerie de portraits

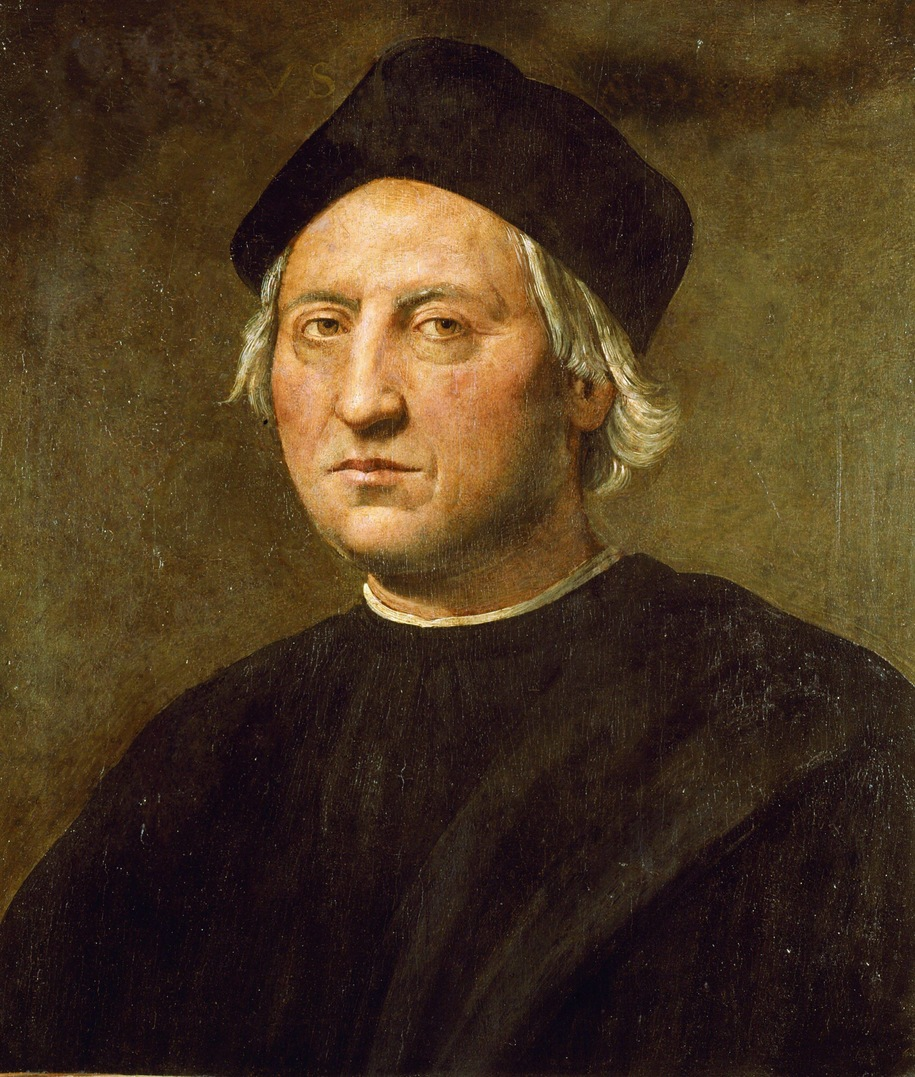
Christophe Colomb (vers 1520) par le peintre italien Ridolfo del Ghirlandaio.
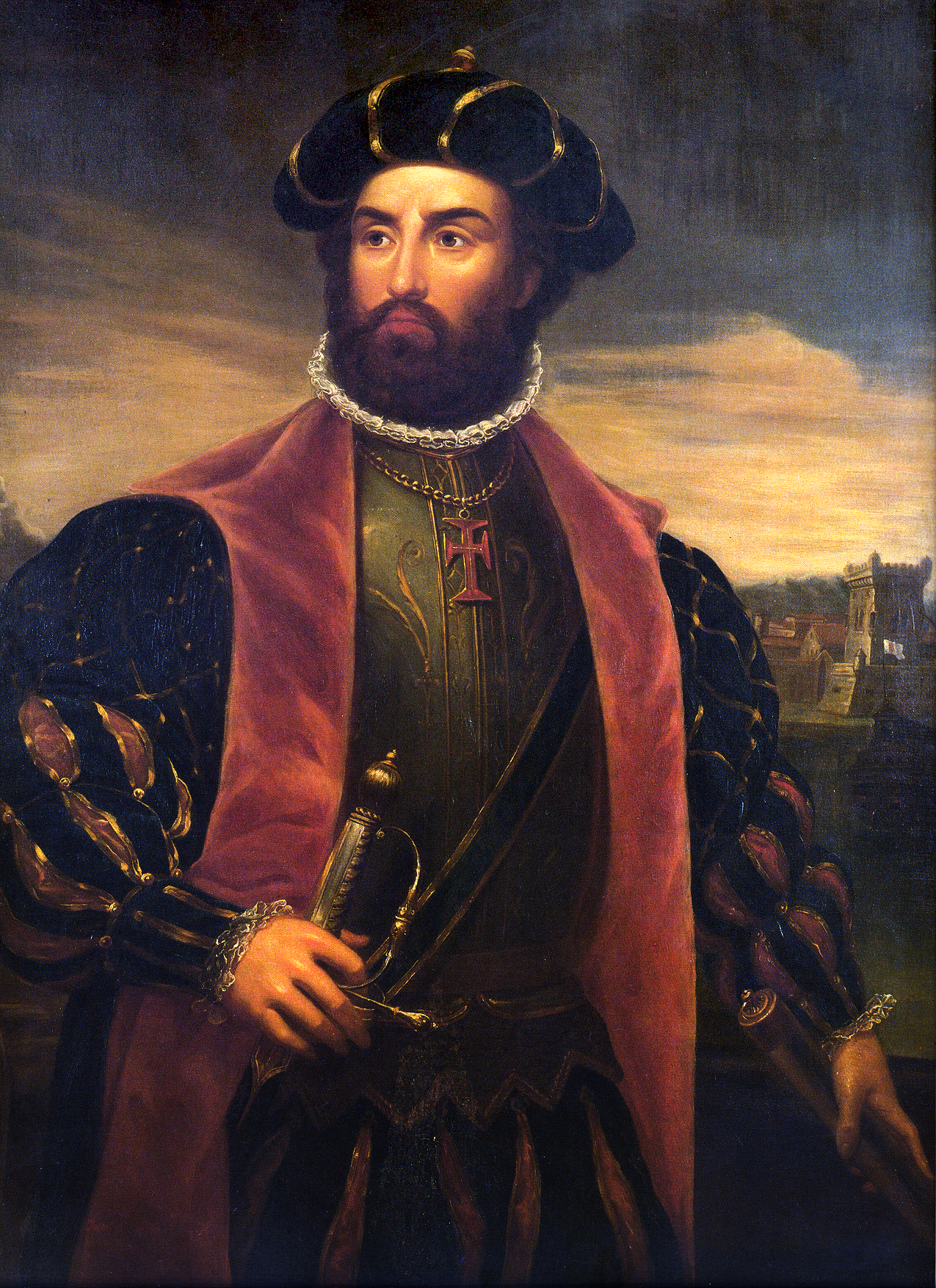
Vasco de Gama (vers 1460-1524) par le peintre portugais António Manuel da Fonseca.
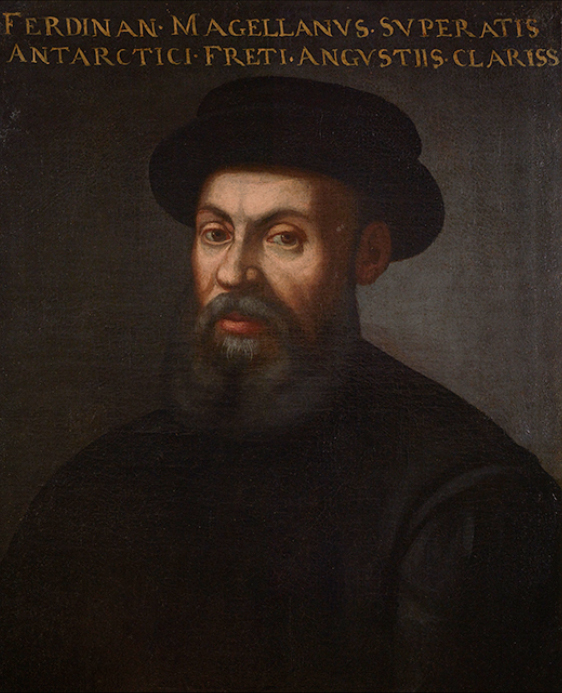
Portrait anonyme de Fernand de Magellan, XVIe ou XVIIe siècle.
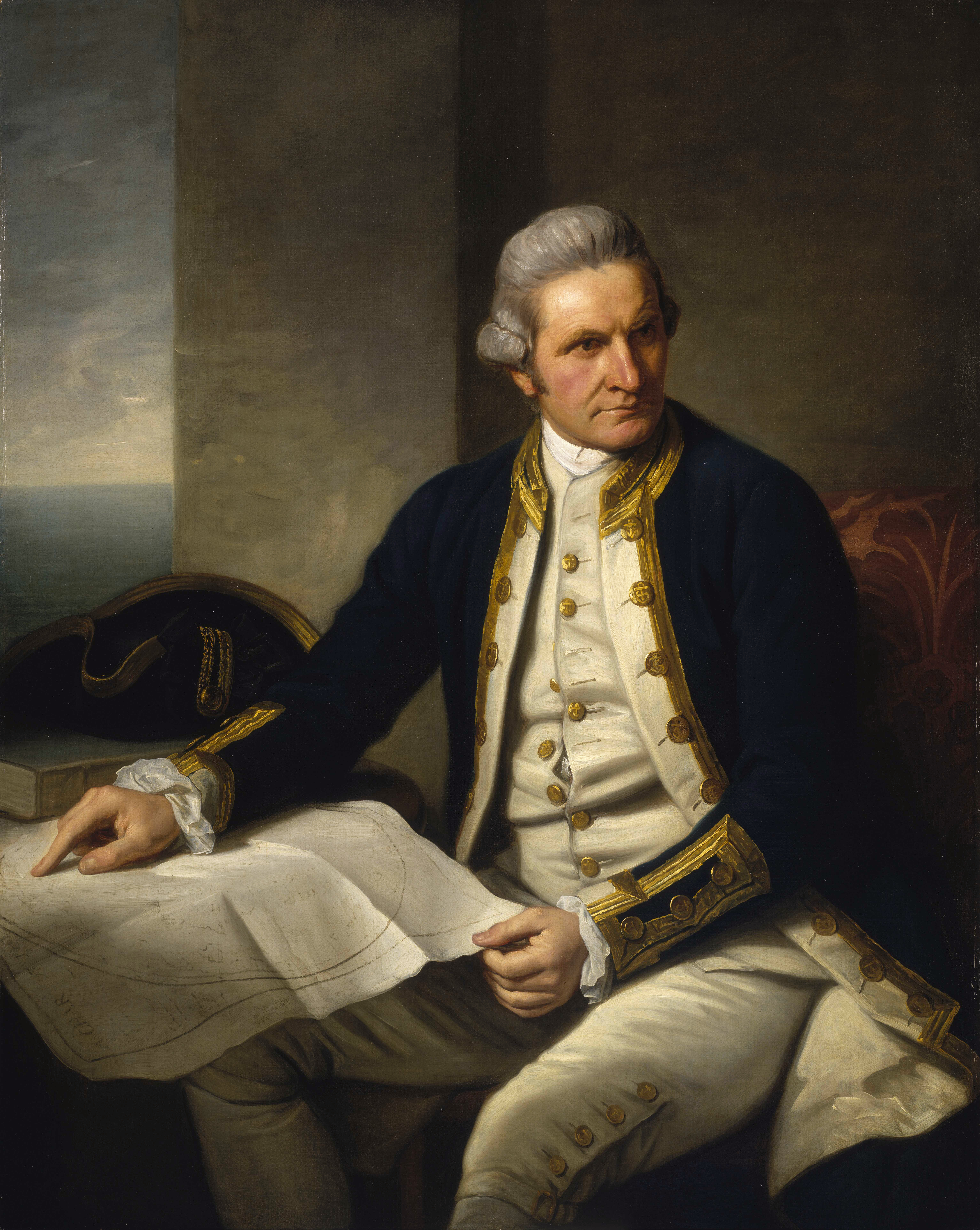
James Cook (1776) par Sir Nathaniel Dance-Holland.
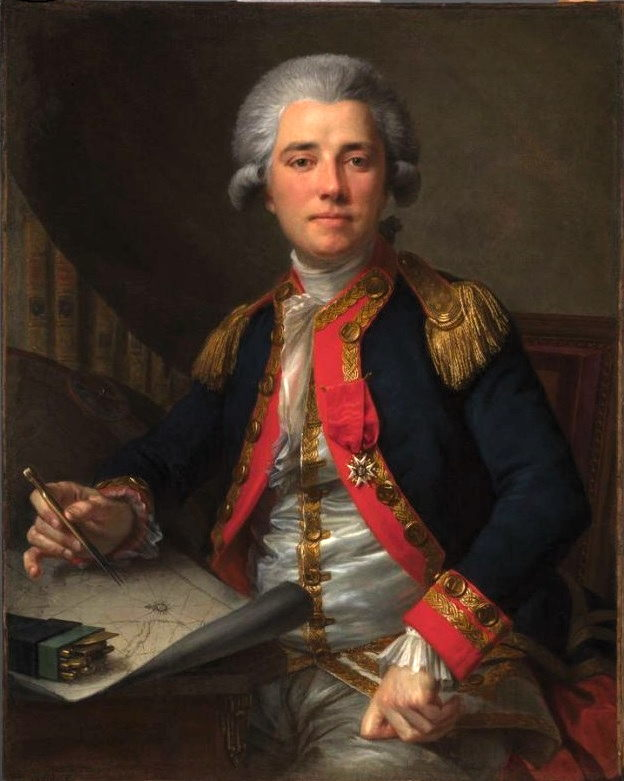
Portrait du comte Jean-François de Galaup de La Pérouse (1778), par Geneviève Brossard de Beaulieu, musée des Beaux-Arts de San Francisco.
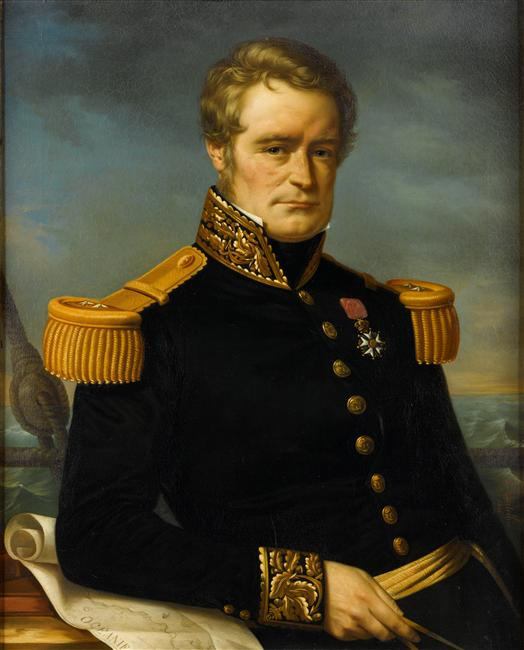
Jules Dumont d’Urville par Jérôme Cartellier en 1846.
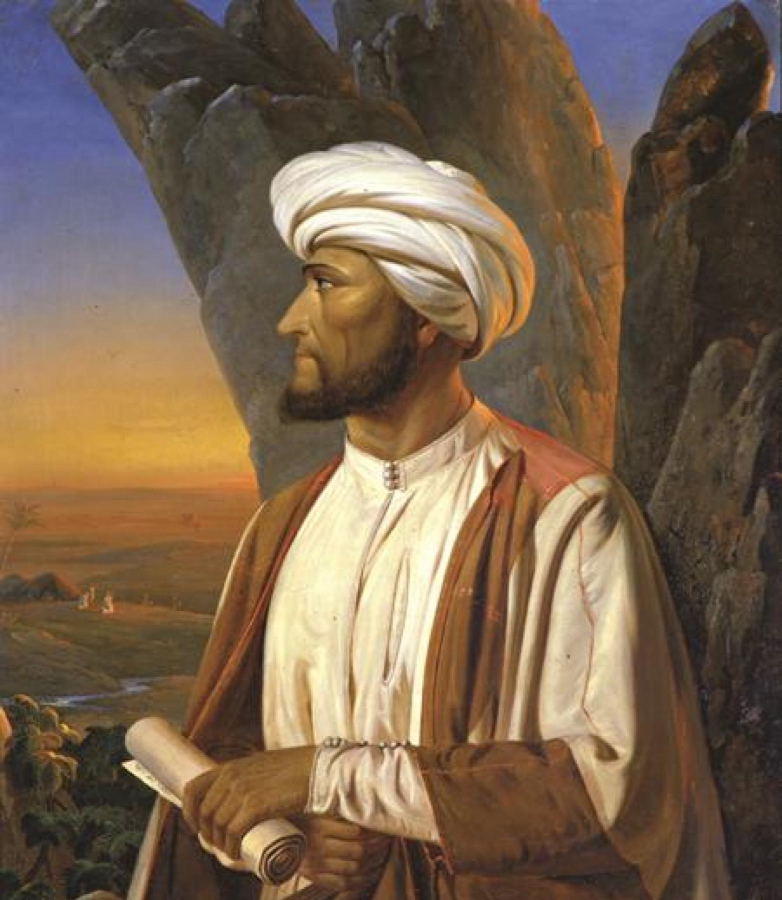
Georg August Wallin (1811–1852), orientaliste, explorateur et professeur finlandais.
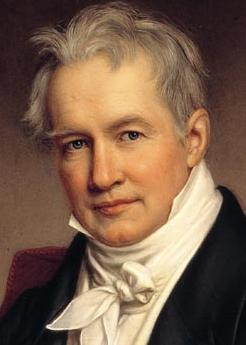
Alexander von Humboldt (1843) par le peintre allemand Joseph Karl Stieler.
David Livingstone (1864) par le photographe écossais Thomas Annam.

L'exploration ne se limite pas à quelques grands explorateurs et s'étend dans la durée, notamment au cours des périodes historiques et préhistoriques.
Seules quelques périodes, parmi les plus remarquables de l'exploration humaine, sont évoquées ci-dessous.

## Navigation phénicienne
Vers 1550 à 300 av. J.-C., les Phéniciens commercent déjà en Asie mineure et dans toute la mer Méditerranée. La présence d'étain dans certains métaux suggère même que les Phéniciens ont pu voyager jusque dans les îles Britanniques. Selon l'Énéide de Virgile et d'autres sources anciennes, la légendaire Didon serait une phénicienne de Tyr qui navigua jusqu'en Afrique du Nord pour fonder la ville de Carthage.

## Exploration carthaginoise des côtes de l'Afrique de l'Ouest
Hannon le Navigateur (500 av. J.-C.) est un carthaginois qui explore la côte ouest de l'Afrique.

## Exploration grecque et romaine de l'Europe du Nord et de Thulé
L'explorateur grec originaire de Marseille, Pythéas (380-310 av. J.-C.) est le premier navigateur à faire le tour de la Grande-Bretagne et à atteindre Thulé (entendre les îles Shetland ou l'Islande).
Sous l'empereur Auguste, les Romains atteignent et explorent la mer Baltique.

## Explorations romaines

### L'exploration de l'Afrique
Les romains organisent diverses expéditions ayant pour but de traverser le désert du Sahara selon cinq itinéraires différents :
- du Sahara occidental jusqu'au fleuve Niger et à Tombouctou,
- des montagnes du Tibesti, du lac Tchad au Nigeria actuel,
- du Nil jusqu'à l'Ouganda actuel,
- de la côte ouest de l'Afrique, en passant par les îles Canaries et du Cap Vert,
- de la mer Rouge jusqu'à la Somalie actuelle et peut-être la Tanzanie.

Toutes ces expéditions romaines sont encadrées par une armée de légionnaires et ont essentiellement un but commercial. Seule celle de l'empereur Néron semble préparer la conquête de l'Éthiopie ou de la Nubie : en 62 apr. J.-C., deux légionnaires partent à la recherche des sources du Nil. L'un des principaux motifs de ces explorations est la présence d'or qui peut être transporté à dos de chameau.
La reconnaissance des côtes occidentales et orientales de l'Afrique reçoit le soutien des navires romains ; le but évident est le développement d'un commerce maritime, notamment dans l'océan Indien. Ailleurs, les romains entreprennent plusieurs explorations en Europe du Nord et en Asie pour atteindre des contrées lointaines comme la Chine.
En plus de l'exploration romaines, les pays africains à travers leurs Histoires révèlent d'autres peuples explorateurs à l'exemple des Portugais qui atteignent l'île de Sao Tomé en 1471-1473 Ces mêmes Portugais et des explorateurs Français en 1473 découvrent le Gabon. Les Allemands et bien d'autres peuples encore vont à la découverte de nombreux pays sur le continent africain.

### De 30av. J.-C.à 640apr. J.-C.
Avec l'annexion de l'Égypte ptolémaïque, les Romains s'ouvrent à l'orient et commercent avec l'Inde. L'Empire romain contrôle le commerce des épices, à noter qu'il s'agit d'une relation avec l'Inde que l'Égypte avait développée bien antérieurement.

### De 100 à 166apr. J.-C.
C'est le début des relations romano-chinoises. Ptolémée écrit sur la géographie une Chersonèse d'Or ou "péninsule de l'or" (c'est-à-dire la péninsule malaise) et le port de commerce de Kattigara, désormais identifié comme Óc Eo dans le nord du Viêt Nam, alors partie de Jiaozhou, une province de l'Empire Han chinois. Les textes historiques chinois décrivent les ambassades romaines, d'une terre qu'ils appelaient Da Qin.

### IIeetIIIesiècles
Les commerçants romains atteignent le Siam, le Cambodge, Sumatra et Java.
En 191, une ambassade de l'empereur romain Antonin le Pieux ou de son successeur Marc Aurèle se présente devant l'empereur chinois Han Huandi à Luoyang.
En 226, un diplomate ou marchand romain atteint le nord du Viêt Nam et visite Nankin, en Chine, et la cour de Sun Quan, souverain du Royaume de Wu.

## Les explorations chinoises en Asie centrale
Au cours du IIe siècle av. J.-C., la dynastie Han explore une grande partie du nord-est de l'hémisphère nord. À partir de 139 av. J.-C., le diplomate Zhang Qian voyage vers l'ouest et échoue à conclure une alliance avec les Yuezhi qui sont expulsés du Gansu par les Xiongnu  en 177 av. J.-C. Cependant, les voyages de Zhang permettent de faire découvrir aux chinois des pays dont ils ignoraient tout, y compris les vestiges de l'Époque hellénistique d'Alexandre le Grand (r. 336-323 av. J.-C.). Lorsque Zhang retourne en Chine en 125 av. J.-C., il rend compte de ses nombreuses visites à Dayuan (Ferghana), à Kangju (Sogdiane), et à Daxia (Bactriane, anciennement le royaume gréco-bactrien qui venait d'être contrôlé par les Yuezhi).
Zhang décrit Dayuan et Daxia comme des pays ruraux et urbains similaires à la Chine et, bien qu'il ne s'y soit pas aventuré, il décrit également Sindhu (la vallée de l'Indus, au nord-ouest de l'Inde) et Anxi (Empire parthe) un peu plus à l'ouest.

## Les Vikings

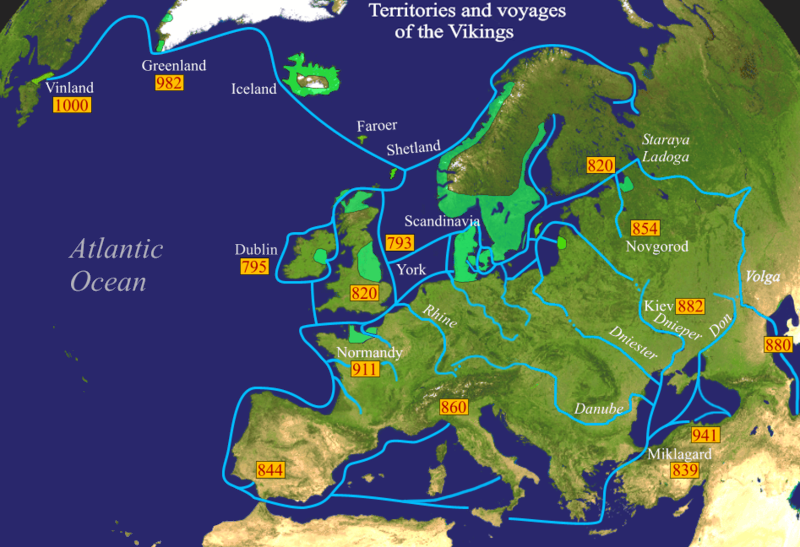
Voyages et territoires explorés par les Vikings.

De 800 à 1040 apr. J.-C. environ, les Vikings explorent l'Europe, grâce aux Knarr (bateaux des vikings à l'origine des navires ou transports marin) et une grande partie du nord-ouest de l'hémisphère Nord via les fleuves et les océans. Il est admis que l'explorateur norvégien, Erik le Rouge (950-1003), a navigué jusqu'au Groenland et qu'il s'y est établi après avoir été expulsé d'Islande. Son fils, l'explorateur islandais Leif Erikson (980-1020), atteint Terre-Neuve et les côtes nord-américaines. Il est le premier Européen à mettre le pied en Amérique.

## Migrations polynésiennes

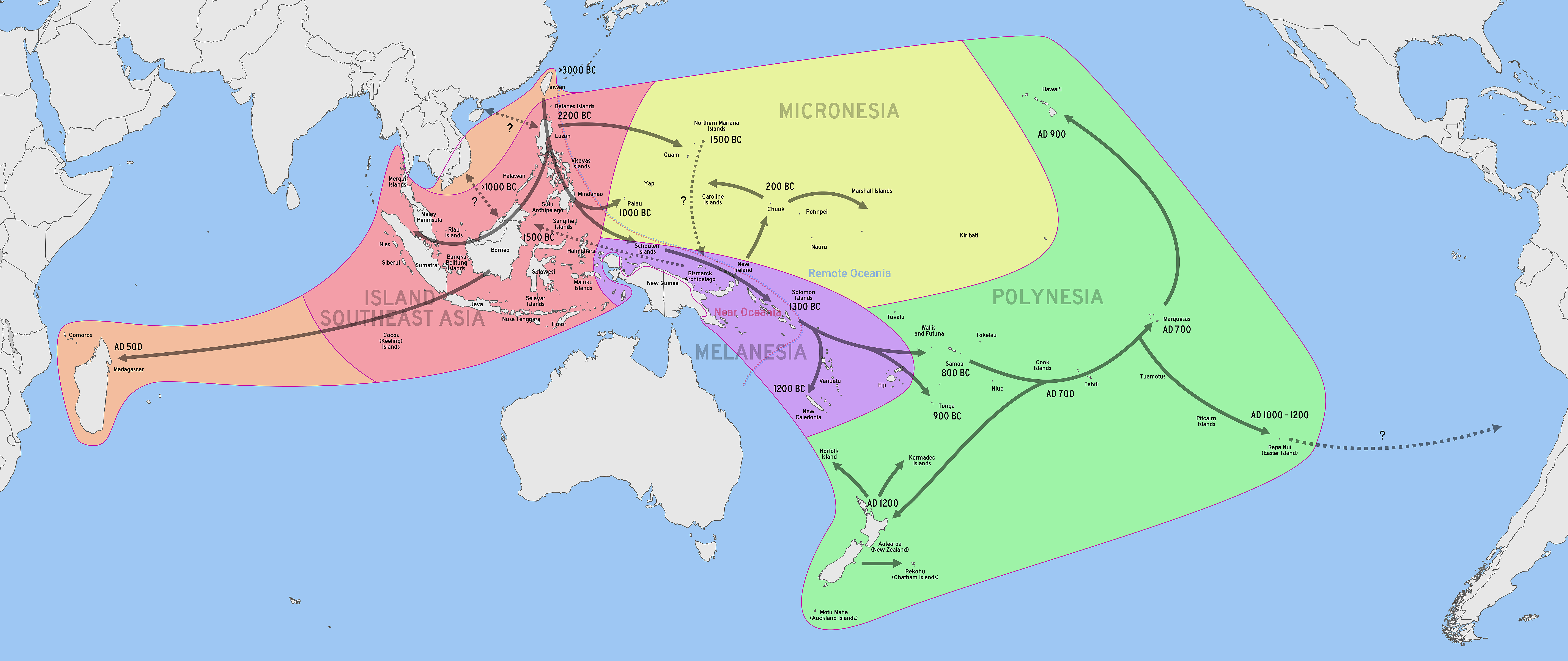
Carte de l'expansion austronésienne.

Les Polynésiens sont un peuple maritime, ils ont colonisé et exploré les îles du centre et du sud de l'océan Pacifique pendant environ 5 000 ans, jusqu'à environ 1280 lorsqu'ils ont atteint la Nouvelle-Zélande. Leur invention majeure est la pirogue à balancier, qui offre l'avantage d'une plate-forme stable et d'une embarcation rapide transportant personnes et marchandises. On pense que le voyage vers la Nouvelle-Zélande a été délibéré. Certes, on ignore si un ou plusieurs bateaux ont atteint les côtes néo-zélandaise, mais des études menées en 2011 à Wairau Bar indiquent qu'une forte probabilité des migrants avaient pour origine l'île de Huahine dans les îles de la Société. L'hypothèse la plus probable serait l'utilisation de l'alizé du nord-est par les Polynésiens qui auraient pu ainsi atteindre en trois semaines environ les côtes de la Nouvelle-Zélande. Les îles Cook, situées sur la trajectoire de migration, pourraient avoir constituées une étape intermédiaire. En effet, il existe des similitudes culturelles et linguistiques entre les habitants de ces îles et les Maoris de Nouvelle-Zélande. Les premiers Maoris ont conservé différentes légendes sur leurs origines, mais celles-ci ont été mal interprétées par les premiers européens qui ont surtout cherché à présenter leur propre vision du peuplement maori dans l'île.
Des études sur les génomes de l'ADN ont montré qu'un grand nombre de migrants polynésiens (100-200), y compris des femmes, sont arrivés en Nouvelle-Zélande à la même période, soit vers 1280. Des recherches ADN sur des restes de dents par l'université d'Otago ont permis d'identifier certaines caractéristiques qui montrent une origine proche des îles de la Société.

## Les explorations chinoises dans l'océan Indien
L'explorateur chinois Wang Dayuan (fl. 1311-1350) effectue deux grands voyages sur l'océan Indien. Entre 1328 et 1333, il navigue le long des côtes de la mer de Chine méridionale et visite de nombreux sites d'Asie du Sud-Est. Il atteint ensuite l'Asie du Sud, le Sri Lanka et l'Inde, et enfin l'Australie. Puis en 1334-1339, il visite l'Afrique du Nord et l'Afrique de l'Est.
Plus tard, l'amiral chinois Zheng He (1371-1433) effectuera sept voyages en Arabie, en Afrique de l'Est, en Inde, en Indonésie et en Thaïlande.

## Les Grandes découvertes

Les voyages de Christophe Colomb.

Le temps des Grandes découvertes correspond à la période d'exploration géographique la plus importante de l'histoire humaine. La période des Grandes découvertes commence au début du XVe siècle et s'étend jusqu'au XVIIe siècle. Les Européens explorent de vastes régions en Amérique, en Afrique, en Asie et en Océanie. Dans un premier temps, le Portugal et l'Espagne dominent et se partagent les terres et territoires découverts. Cependant, d'autres pays européens suivent, comme l'Angleterre, les Pays-Bas et la France.

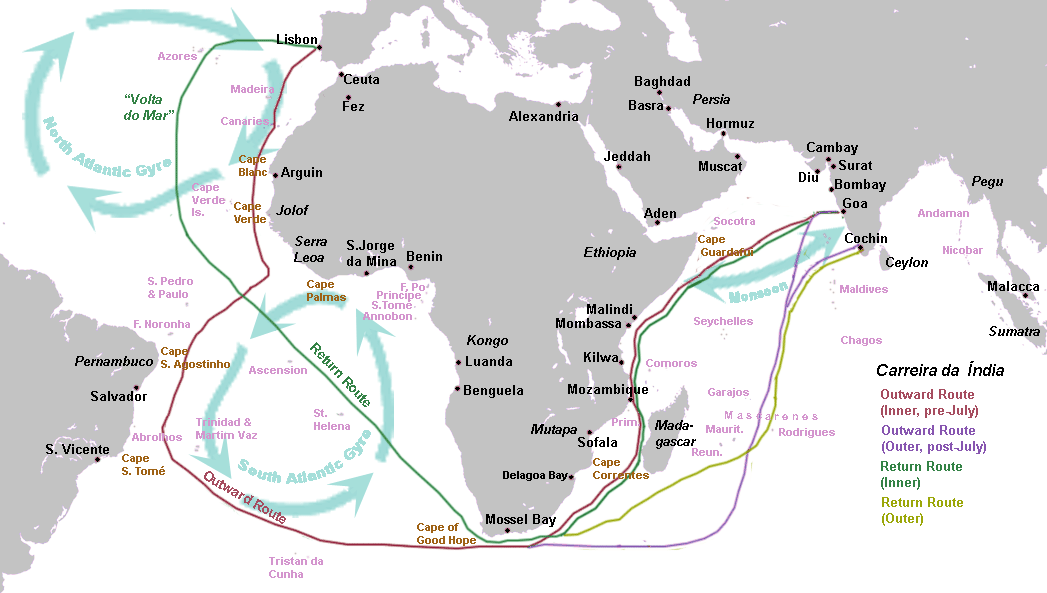
La route des Indes, ouverte par les marins portugais, commence par l'exploration des océans Atlantique et Indien. Grâce au gyre de l'Atlantique nord (Volta do mar), connu des navigateurs d'Henri, et la route du large des vents d'ouest dans l'Atlantique sud, découverte par Bartolomeu Dias en 1488, les expéditions de Vasco de Gama et Pedro Alvares Cabral atteignent les côtes indiennes.

Au cours de cette période, d'importantes explorations sont menées par les Portugais sur un certain nombre de continents et de régions du monde. En Afrique, un des explorateurs les plus connus est Diogo Cão (c. 1452 - c. 1486) qui remonte le fleuve Congo et atteint les côtes de l'Angola et de la Namibie. Bartolomeu Dias (vers 1450-1500) est le premier Européen à atteindre le cap de Bonne-Espérance et d'autres parties de la côte sud-africaine.
Les explorateurs des océans Indien et Pacifique comptent Vasco de Gama (1460-1524), un navigateur qui fait le premier voyage aller et retour d'Europe vers l'Inde par le cap de Bonne-Espérance. Pedro Alvares Cabral (c. 1467/68 - c. 1520) qui, suivant le chemin de Gama, revendique le Brésil et dirige la première expédition qui relie l'Europe, l'Afrique, l'Amérique et l'Asie. Diogo Dias découvre la côte orientale de Madagascar. Des explorateurs, tels que Diogo Fernandes Pereira et Pedro de Mascarenhas (1470-1555), découvrent et cartographient les îles de l'archipel des Mascareignes.
Antonio de Abreu (c. 1480 - c. 1514) et Francisco Serrão (14? -1521) conduisent la première flotte européenne dans l'océan Pacifique, à travers les îles de la Sonde, pour atteindre ensuite l'archipel des Moluques.
Dans l'océan Pacifique, Jorge de Meneses (vers 1498-?) découvre les côtes de l'île de Nouvelle-Guinée, tandis que García Jofre de Loaísa (1490-1526) atteint les îles Marshall.

## Découverte de l'Amérique
L'exploration de l'Amérique commence avec la découverte de Christophe Colomb (1451-1506) qui dirige une expédition castillane à travers l'Atlantique. Après la découverte de Colomb, un certain nombre de bateaux sont envoyés pour explorer l'hémisphère occidental. 
Amerigo Vespucci atteint le Brésil en 1501 et comprend que ce territoire fait partie d'un autre continent que l'Asie, où Colomb pensait avoir accosté. 
De dix ans plus âgé que Christophe Colomb, Jean Cabot aspire, comme lui, à découvrir une route d'Europe vers l'Asie à travers l'océan Atlantique et atteint la région de Terre-Neuve en 1497.
On peut citer l'expédition de Juan Ponce de León (1474-1521) qui cartographie les côtes de la Floride. 
Vasco Núñez de Balboa (v. 1475-1519) est le premier Européen à traverser l'isthme de Panama et voir l'océan Pacifique depuis les côtes américaines. Il confirme que l'Amérique est un continent distinct de l'Asie. 
Aleixo Garcia (14? -1527) explore les territoires du sud du Brésil, du Paraguay et de la Bolivie, traversant la plaine du Chaco et atteignant les Andes (environs de Sucre, Bolivie). 
Giovanni Verrazzano, est le premier Européen à explorer, en 1524, au nom de la France, la côte atlantique de l'Amérique du Nord, prélude à la colonisation française des Amériques ; c'est lui qui donne à ces nouveaux territoires le nom de « Nova-Gallia » (Nouvelle-France), ainsi que le site de l’actuelle New York qu’il nomme La Nouvelle-Angoulême.
Álvar Núñez Cabeza de Vaca (1490-1558) découvre le fleuve Mississippi, il est le premier Européen à naviguer dans le golfe du Mexique et à traverser le Texas. 
Jacques Cartier (1491-1557) dessine les premières cartes du Canada central et maritime. 
Marco de Nizza (1495-1558) est  le premier explorateur à documenter les terres inconnues du pays frontalier entre les États-Unis et le Mexique et les sept villes des Zuñis, au Nouveau-Mexique. Sa relation est à l'origine de la légende des Cités d'Or. 
Francisco Vásquez de Coronado (1510-1554) découvre le Grand Canyon et le Colorado. 
Francisco de Orellana (1511-1546) est le premier Européen à parcourir de bout en bout l'Amazone.

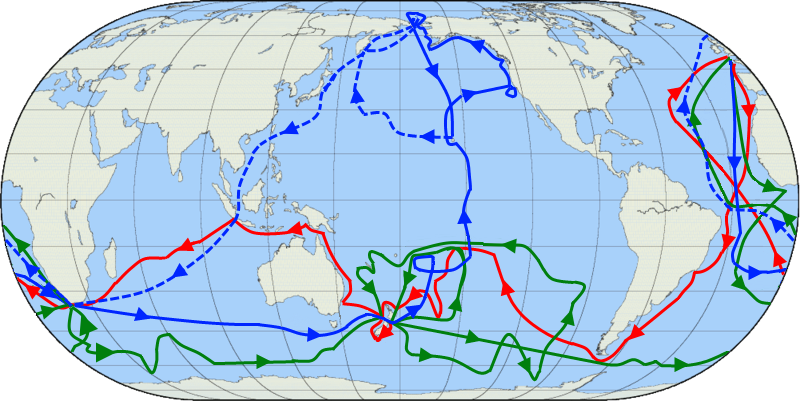
Itinéraires de navigation du Capitaine Cook. Son premier voyage est en rouge, le second en vert, et le troisième en bleu.

## D'autres explorations
Fernand de Magellan (1480-1521), est le premier navigateur à traverser l'océan pacifique, découvrant le détroit de Magellan, les îles Tuamotu et les îles Mariannes. Pour la première fois, il réalise en plusieurs voyages un tour du monde presque complet de la terre. Juan Sebastian Elcano (1476-1526) achève la première circumnavigation mondiale.
Dans la seconde moitié du XVIe siècle et au XVIIe siècle, l'exploration de l'Asie et de l'océan pacifique se poursuit avec des explorateurs comme Andrés de Urdaneta (1498-1568) qui ouvrent la route maritime de l'Asie à l'Amérique. Pedro Fernandes de Queirós (1565-1614) découvre les îles Pitcairn et de Vanuatu, tandis qu'Álvaro de Mendaña (1542-1595) atteint l'archipel de Tuvalu, les îles Marquises, les îles Salomon et l'atoll de Wake.
Les explorateurs de l'Australie comptent Willem Janszoon (1570-1630) qui débarque officiellement sur le continent australien. Íñigo Ortiz de Retes découvre l'est et le nord de la Nouvelle-Guinée. Luis Váez de Torrès (1565-1613) parvient jusqu'au détroit de Torrès entre l'Australie et la Nouvelle-Guinée. Abel Tasman (1603-1659) explore les côtes du nord de l'Australie, la Tasmanie, la Nouvelle-Zélande et Tongatapu.
En Amérique du Nord, Henry Hudson (156? -1611) explore la baie d'Hudson au Canada et Samuel de Champlain (1574-1635) remonte le fleuve Saint-Laurent et les Grands Lacs. Quant à René-Robert Cavelier de La Salle (1643-1687), il explore la région des Grands Lacs et descend le Mississippi jusqu'à son embouchure dans le golfe du Mexique.

## Vers les temps modernes

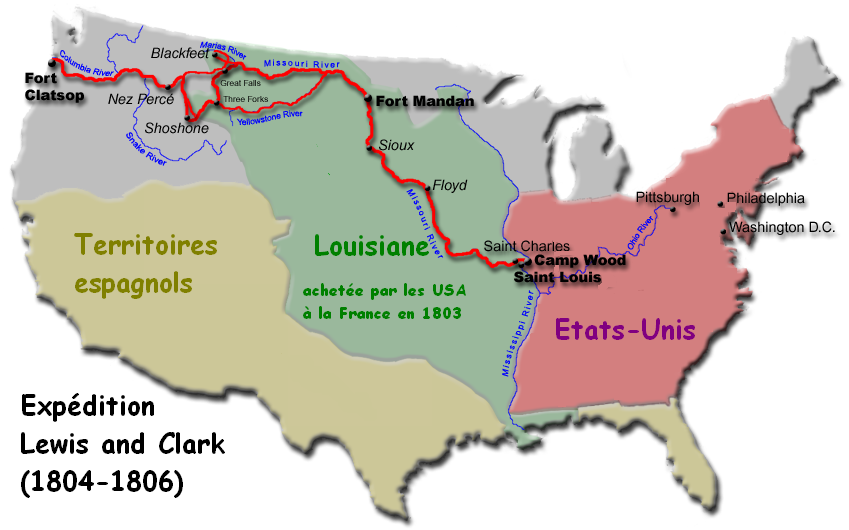
Routes et zone géographique de l'expédition Lewis et Clark.

Après l'âge d'or des Grandes découvertes, d'autres explorateurs continuent d'achever la carte du monde, notamment les Russes qui atteignent les côtes pacifiques de Sibérie, le détroit de Béring et l'Alaska (Amérique du Nord). Vitus Béring (1681-1741) est au service de la marine russe et explore le détroit et la mer de Béring, la côte nord-américaine de l'Alaska et d'autres régions du nord de l'océan Pacifique. James Cook (1728-1779) explore la côte orientale de l'Australie, les îles hawaïennes et fait le tour du continent Antarctique.
On doit signaler l'expédition terrestre de Lewis et Clark (1804-1806) envoyée par le président Thomas Jefferson afin de reconnaître les terres récemment acquises de la Louisiane. L'expédition a également pour mission de trouver un itinéraire fluvial vers l'océan Pacifique, ainsi que divers objectifs comme la connaissance de la faune et la flore. L'expédition Wilkes (1838-1842) dans l'océan Antarctique est ordonnée par le président des États-Unis Andrew Jackson afin de cartographier l'océan Pacifique et les terres australes environnantes.
Avec l'avènement de l'imagerie satellitaire et de l'aviation, l'exploration de la Terre a largement cessé.

## L'exploration spatiale
L'humanité n'a pas cessé d'explorer: après la Terre, c'est la conquête de l'espace qui commence au XXe siècle avec l'invention de la fusée. Cette invention permet aux hommes de voyager sur la Lune et d'envoyer des sondes et engins sur d'autres planètes et au-delà. En 1977, les deux sondes Voyager sont lancées, la première quittant le système solaire en franchissant l'héliopause en août 2012.

## Tableau récapitulatif des voyages et découvertes
| Découvertes | Quand               | Par qui                                                                | Toponymes                                      |
| --- | ------------------- | ---------------------------------------------------------------------- | ---------------------------------------------- |
| Mer Rouge, Arabie, pays de Pount | vers 2750 av. J.-C. | Henou (explorateur) d'Égypte                                           |                                                |
| Nil, Pays de Yam (sud de la Nubie) | vers 2300 av. J.-C. | Hirkhouf d'Égypte                                                      |                                                |
| Première circumnavigation du continent africain | vers 600 av. J.-C.  | au nom du pharaon Nékao II                                             |                                                |
| Côtes occidentales de l'Afrique jusqu'au golfe de Guinée | vers 480 av. J.-C.  | Hannon le Navigateur de Carthage                                       |                                                |
| Grande Bretagne | vers 480 av. J.-C.  | Himilcon de Carthage                                                   |                                                |
| Navigation en Europe occidentale jusqu'à Thulé | vers 330 av. J.-C.  | Pythéas de Marseille                                                   |                                                |
| Islande | vers 850            | Garðar Svavarsson                                                      |                                                |
| Groenland | 900                 | Gunnbjörn Ulfsson                                                      |                                                |
| Vinland (Amérique du Nord) | vers 1000           | Leif Erikson                                                           |                                                |
| Océan Pacifique, océan Indien, mer d'Arabie et Afrique de l'Est | 1405-1433           | Zheng He                                                               |                                                |
| Île de Madère (redécouverte) | 1418                | João Gonçalves Zarco                                                   |                                                |
| Açores | 1427                | Gonçalo Velho Cabral (?)                                               |                                                |
| Cap Blanc, côtes du Sénégal, de Gambie, de Guinée-Bissau et de Guinée                                                                                                  | 1440-1446           | Dinis Dias, Nuno Tristão, Antão Gonçalves                              |                                                |
| Cap-Vert | 1456                | Alvise Cadamosto                                                       |                                                |
| Sierra Leone | 1462                | Pedro de Sintra                                                        |                                                |
| Côte d'Ivoire, Côte de l'Or (Ghana), Sao Tomé-et-Principe | 1469-1474           | Fernão Gomes                                                           |                                                |
| Terre-Neuve et Labrador (Amérique du Nord) | 1473                | Didrik Pining                                                          |                                                |
| Estuaire du Congo, cap Cross (Namibie) | 1482-1485           | Diogo Cão                                                              |                                                |
| Cap de Bonne-Espérance, cap des Aiguilles, estuaire de la Great Fish River                                                                                             | 1487-1488           | Bartolomeu Dias                                                        |                                                |
| Antilles (Bahamas, Cuba, Hispaniola) | 1492-1493           | Christophe Colomb (1er voyage)                                         | Colombie                                       |
| Petites Antilles, Porto Rico, Jamaïque | 1493-1496           | Christophe Colomb (2e voyage)                                          |                                                |
| Route des Indes | 1497-1498           | Vasco de Gama, Nicolas Coelho                                          |                                                |
| Trinité-et-Tobago, estuaire de l'Orénoque (Venezuela) | 1498                | Christophe Colomb (3e voyage)                                          |                                                |
| Brésil, estuaire de l'Amazone | 1498-1500           | Duarte Pacheco Pereira (?), Vicente Yáñez Pinzón, Pedro Álvares Cabral |                                                |
| Île Maurice, île de La Réunion, Madagascar | 1500                | Diogo Dias                                                             |                                                |
| Côtes d'Amérique centrale du Honduras et de Colombie | 1502-1504           | Christophe Colomb (4e voyage)                                          |                                                |
| Océan Pacifique (par voie terrestre via le Panama) | 1513                | Vasco Núñez de Balboa                                                  |                                                |
| Río de la Plata | 1515-1516           | Juan Díaz de Solís                                                     |                                                |
| Mexique et Amérique centrale | 1519-1524           | Hernán Cortés                                                          |                                                |
| Océan Pacifique, îles Mariannes, Philippines, Timor (tour du monde) | 1519-1522           | Fernand de Magellan, Juan Sebastián Elcano                             | détroit de Magellan                            |
| Empire inca, Pérou et Équateur | 1531-1534           | Francisco Pizarro                                                      |                                                |
| Amérique du Nord | 1574-1631           | Henry Hudson                                                           | baie d'Hudson                                  |
| Océan Arctique | 1594-1597           | Willem Barentsz                                                        | mer de Barents                                 |
| Cap Horn, Tonga, Nouvelle-Irlande et d'autres îles | 1615-1616           | Willem Schouten, Jacob Le Maire                                        |                                                |
| Océanie | 1642-1643           | Abel Tasman                                                            | Tasmanie                                       |
| Deuxième expédition au Kamtchatka : nord-est de la Sibérie, route maritime vers les îles Kouriles et le Japon, voyage en mer via le Kamtchatka vers l'Amérique du Nord | 1733-1743           | Vitus Béring                                                           | détroit de Béring et mer de Béring, Île Béring |
| Océanie | 1768-1779           | James Cook                                                             | îles Cook                                      |
| Pacifique nord, ouest de l'Alaska et côtes orientales de l'Asie | 1771                | Maurice Beniowski                                                      |                                                |
| Hawaï | 1778                | James Cook                                                             |                                                |
| Amérique centrale et Amérique du Sud | 1799-1803           | Alexander von Humboldt                                                 | courant de Humboldt                            |
| Amérique du Nord | 1804-1806           | expédition Lewis et Clark                                              |                                                |
| Afrique | 1849-1863           | David Livingstone                                                      |                                                |
| Asie centrale | 1870-1873           | Nikolaï Prjevalski                                                     | cheval de Przewalski                           |
| Pôle Nord | 06-04-1909          | Robert Peary et Matthew Henson                                         | Peary                                          |
| Pôle Sud | 15-12-1911          | Roald Amundsen                                                         | Amundsen                                       |
| Pôle Sud | 18-01-1912          | Robert Falcon Scott                                                    |                                                |
| Amérique centrale et Amérique du Sud | 1913-1937           | Robert de Wavrin                                                       |                                                |
| Lune : premier alunissage lors de la mission Apollo 11 | 1969                | Neil Armstrong et Buzz Aldrin                                          |                                                |